# Saison 2016 de l'équipe cycliste Lotto Soudal Ladies
La Saison 2016 de l'équipe cycliste féminine Lotto Soudal Ladies est la onzième de la formation. La principale recrue de l'équipe est l'Allemande Claudia Lichtenberg. La championne de France 2013 Élise Delzenne rejoint également la formation. Parmi les départs, la leader de la saison précédente Elena Cecchini ainsi que la grimpeuse australienne Carlee Taylor quittent l'équipe.
La saison est marquée par la régularité de Claudia Lichtenberg sur les courses de l'UCI World Tour avec en point d'orgue la quatrième place du Tour d'Italie. Élise Delzenne remporte le Trophée d'Or et deux titres nationaux sur piste.  Lotte Kopecky gagne le Trofee Maarten Wynants. Son échappée lors de la course en ligne des Jeux olympiques de Rio est très marquée. Surtout la Belge réalisent de bonnes performances sur piste, avec le titre de Championne d'Europe de l'américaine, mais aussi deux titres continentaux en catégorie espoirs et le championnat de Belgique d'omnium. La formation conclut la saison à la onzième place du classement par équipes.

## Préparation de la saison

### Partenaires et matériel de l'équipe

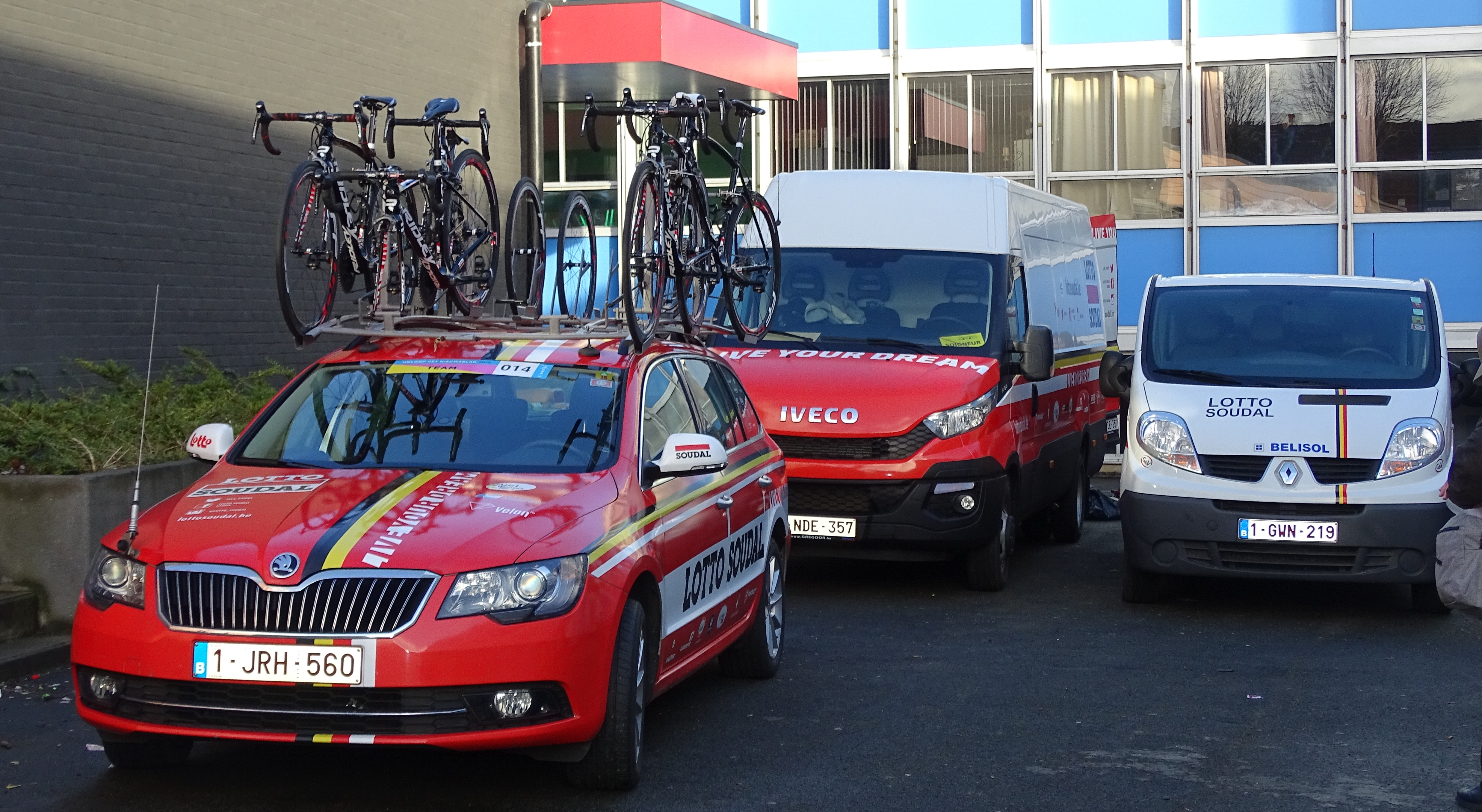
Véhicules de l'équipe

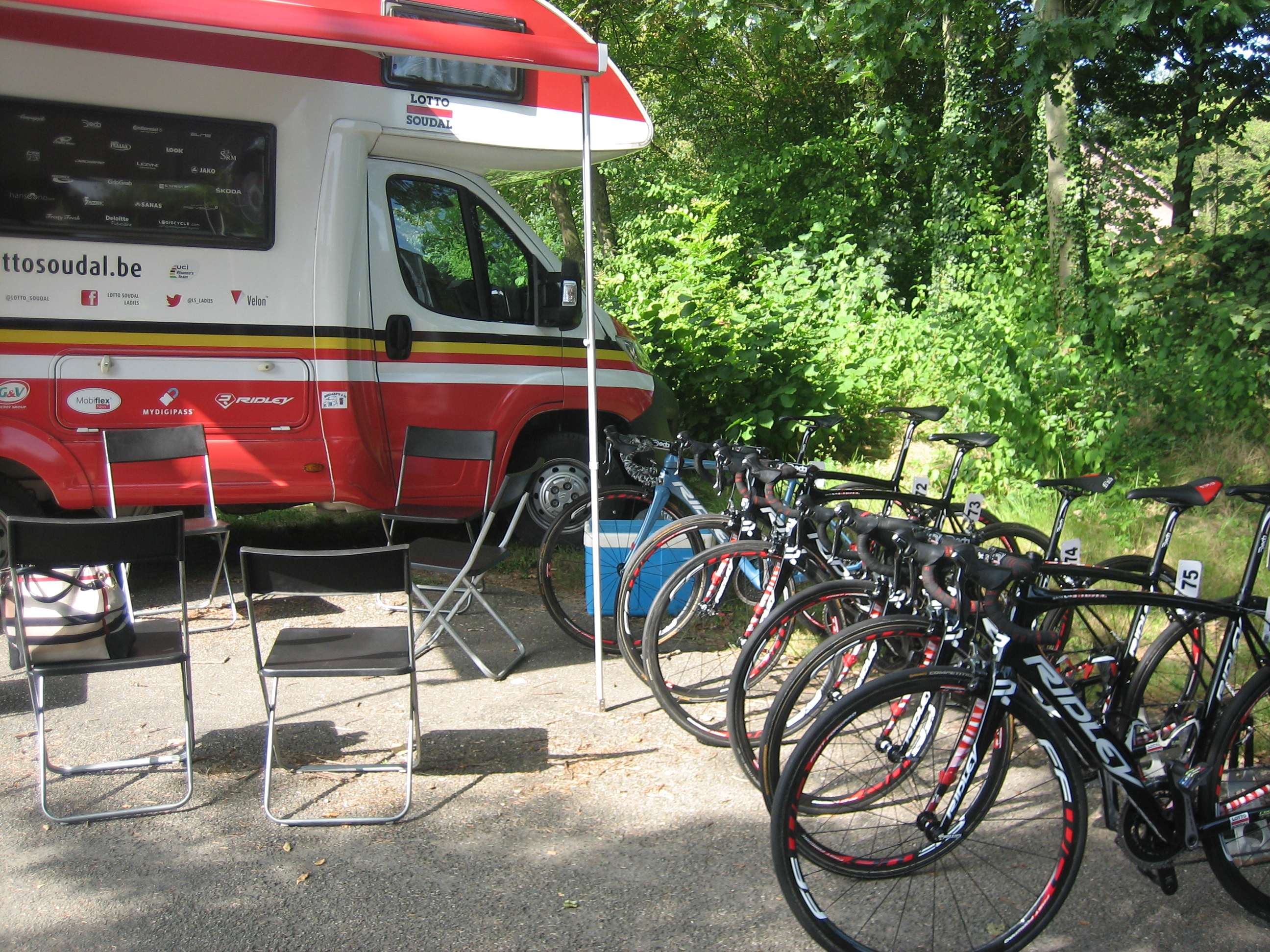
Véhicule et vélos

Le partenaire principal est la loterie nationale belge sous sa marque Lotto. Le fabricant de silicones et colles Soudal est le partenaire secondaire. Le fabricant de cycles Ridley soutient l'équipe. 
En 2016, les vêtements sont fournis par Vermarc, les casques par Lazer, les chaussures par Gaerne, les potences par Dedda, les groupes par Campagnolo, les roues par FFWD avec des roulements C-Bear, les pédales par Look, les compteurs par SRM, les pneus par Continental et les selles par Selle Italia. Les voitures de l'équipe sont des Škoda.

### Arrivées et départs

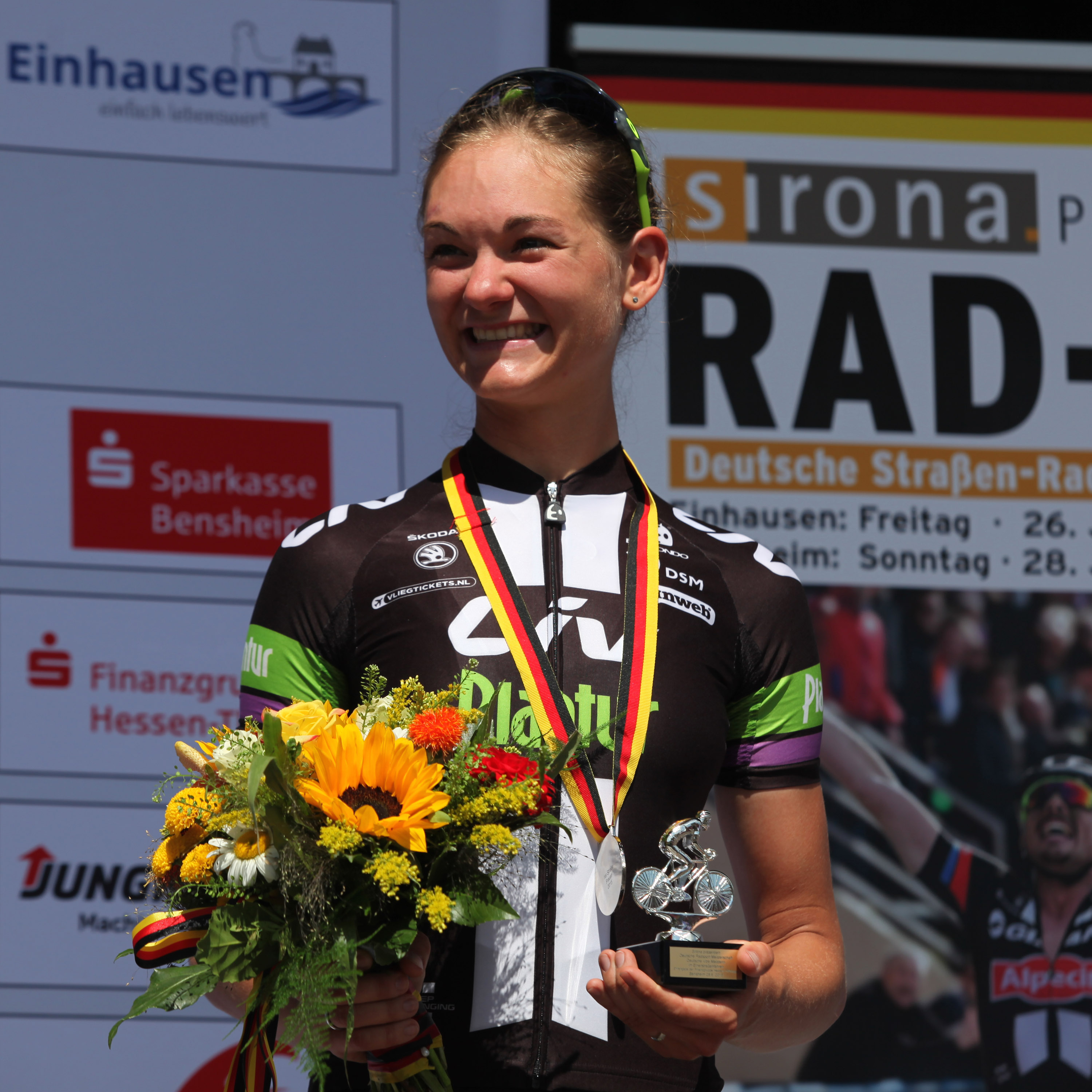
Claudia Lichtenberg est la principale recrue de l'équipe

La principale recrue de l'équipe est l'Allemande Claudia Lichtenberg. Elle a à son palmarès la Route de France 2014 et le Tour d'Italie 2009. Elle est accompagnée de la Néerlandaise Willeke Knol depuis la formation Liv-Plantur. La championne de France 2013 Élise Delzenne rejoint également la formation. La jeune sprinteuse belge Lotte Kopecky, la Sud-Africaine  An-Li Kachelhoffer et la Belge Sofie de Vuyst sont aussi recrutées.
Parmi les départs, la leader de la saison précédente Elena Cecchini rejoint l'équipe Canyon-SRAM Racing. La grimpeuse australienne Carlee Taylor quitte également l'équipe. La française Marion Rousse se retire du cyclisme professionnelle. La pistarde Australienne Amy Cure ne fait plus officiellement partie de l'équipe. Jacquelina Alvarez, Molly Meyvisch, Sarah Rijkes et Jesse Vandenbulcke quittent également la formation.
| Arrivées            | Équipe 2015                 |
| ------------------- | --------------------------- |
| Élise Delzenne      | Velocio-SRAM                |
| An-Li Kachelhoffer  |                             |
| Willeke Knol        | Liv-Plantur                 |
| Lotte Kopecky       | Topsport Vlaanderen-Pro-Duo |
| Claudia Lichtenberg | Liv-Plantur                 |
| Sofie de Vuyst      | Lensworld.eu - Zannata      |

| Départs            | Équipe 2016           |
| ------------------ | --------------------- |
| Jacquelina Alvarez |                       |
| Elena Cecchini     | Canyon-SRAM Racing    |
| Amy Cure           |                       |
| Molly Meyvisch     | Servetto Footon       |
| Sarah Rijkes       | Lares-Waowdeals Women |
| Marion Rousse      | retraite              |
| Carlee Taylor      | Liv-Plantur           |
| Jesse Vandenbulcke | Lares-Waowdeals Women |

### Effectif
| Cycliste            | Date de naissance | Nationalité    | Équipe 2015                 |  |
| ------------------- | ----------------- | -------------- | --------------------------- |  |
| Isabelle Beckers    | 4 mars 1983       | Belgique       | Lotto Belisol               |  |
| Jessie Daams        | 28 mai 1990       | Belgique       | Lotto Belisol               |  |
| Lieselot Decroix    | 12 mai 1987       | Belgique       | Lotto Belisol               |  |
| Élise Delzenne      | 28 janvier 1989   | France         | Velocio-SRAM                |  |
| Chantal Hoffmann    | 30 octobre 1987   | Luxembourg     | Lotto Belisol               |  |
| An-Li Kachelhoffer  | 16 août 1987      | Afrique du Sud |                             |  |
| Willeke Knol        | 10 avril 1991     | Pays-Bas       | Liv-Plantur                 |  |
| Lotte Kopecky       | 10 novembre 1995  | Belgique       | Topsport Vlaanderen-Pro-Duo |  |
| Claudia Lichtenberg | 17 novembre 1985  | Allemagne      | Liv-Plantur                 |  |
| Anouk Rijff         | 6 avril 1996      | Pays-Bas       | Lotto Belisol               |  |
| Fenna Vanhoutte     | 6 juillet 1997    | Belgique       |                             |  |
| Anisha Vekemans     | 17 août 1991      | Belgique       | Lotto Belisol               |  |
| Sofie De Vuyst      | 2 avril 1987      | Belgique       | Lensworld.eu-Zannata        |  |
| Susanna Zorzi       | 13 mars 1992      | Italie         | Lotto Belisol               |  |

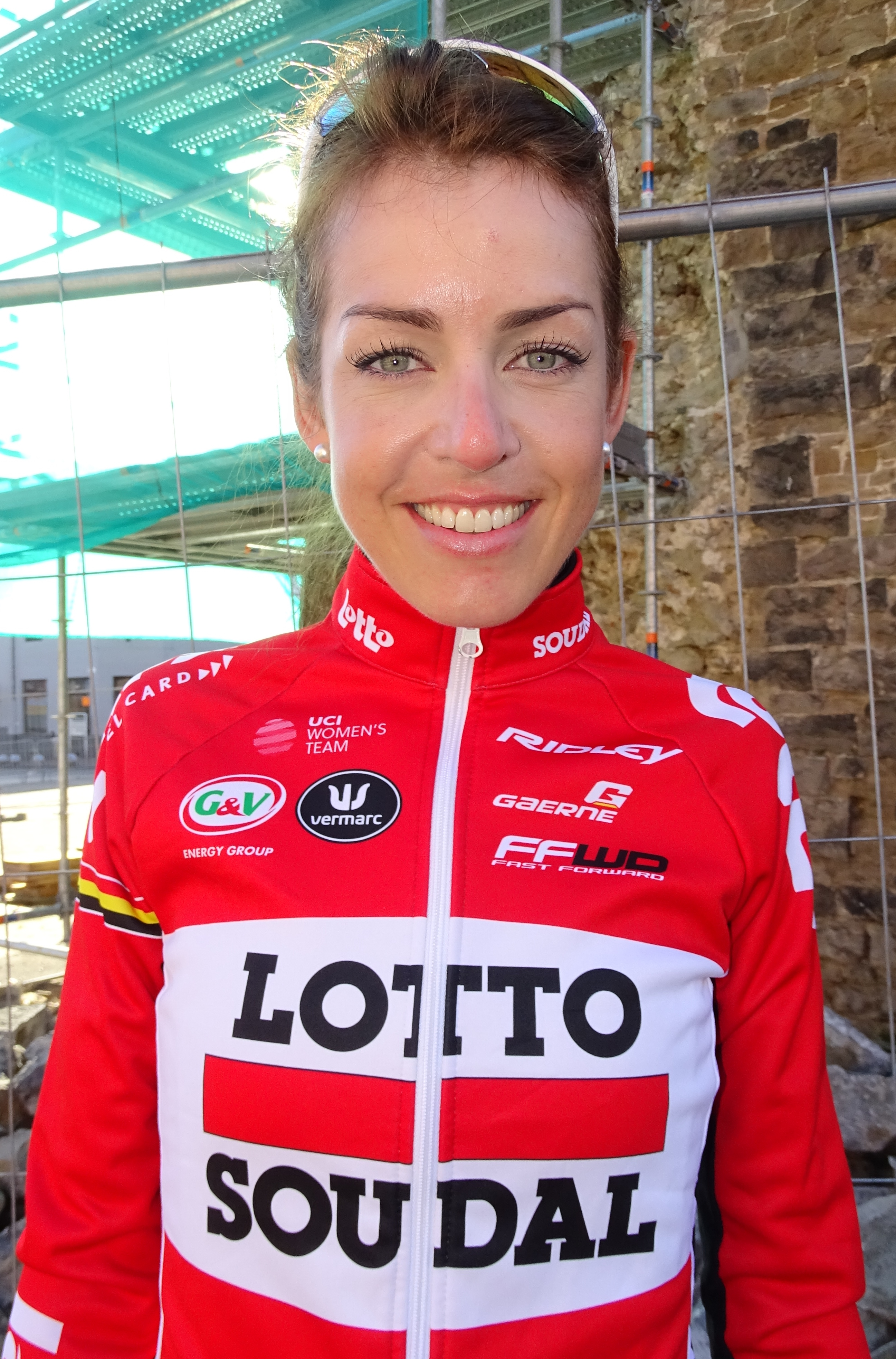
Isabelle Beckers
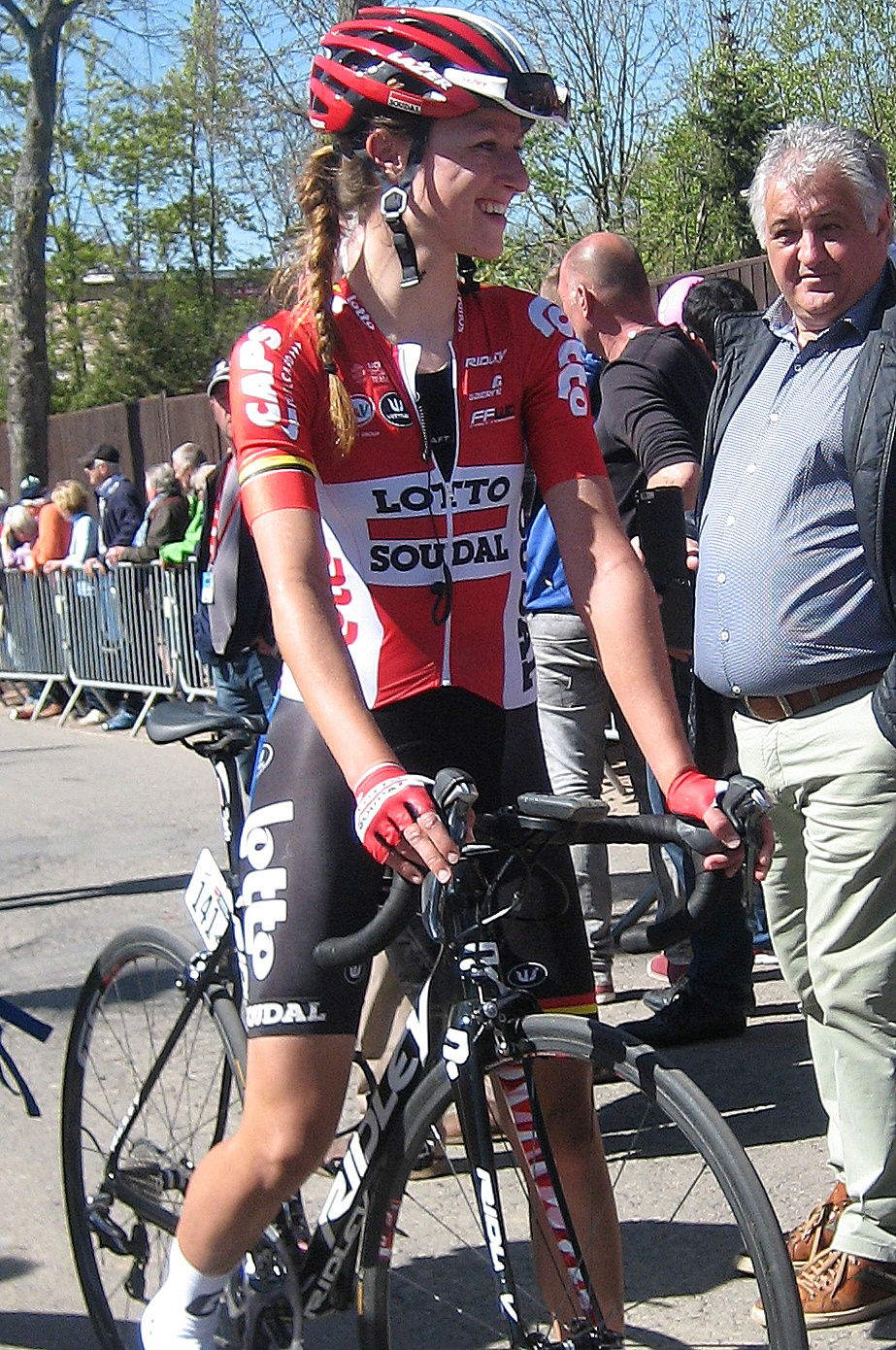
Jessie Daams
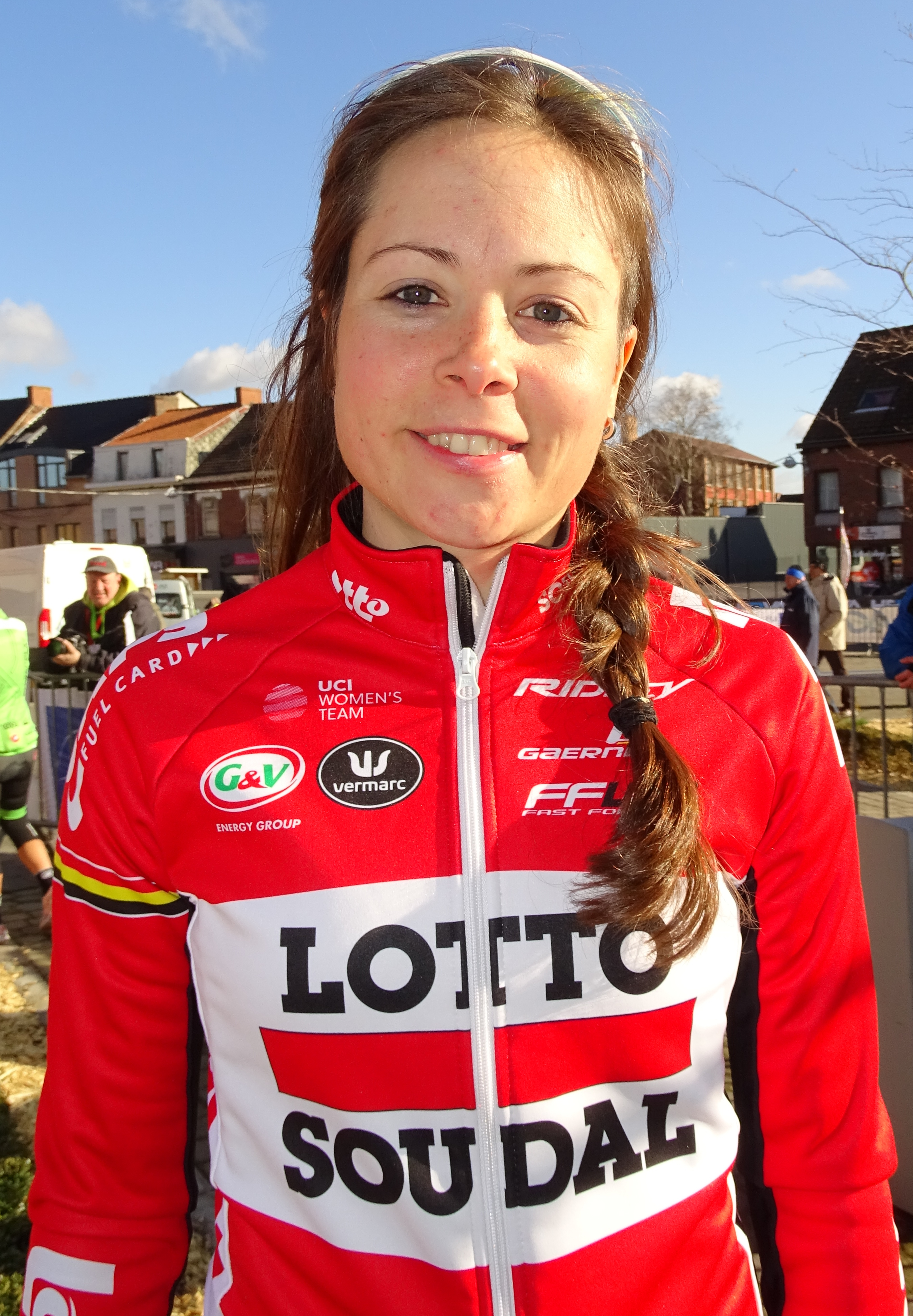
Chantal Hoffmann
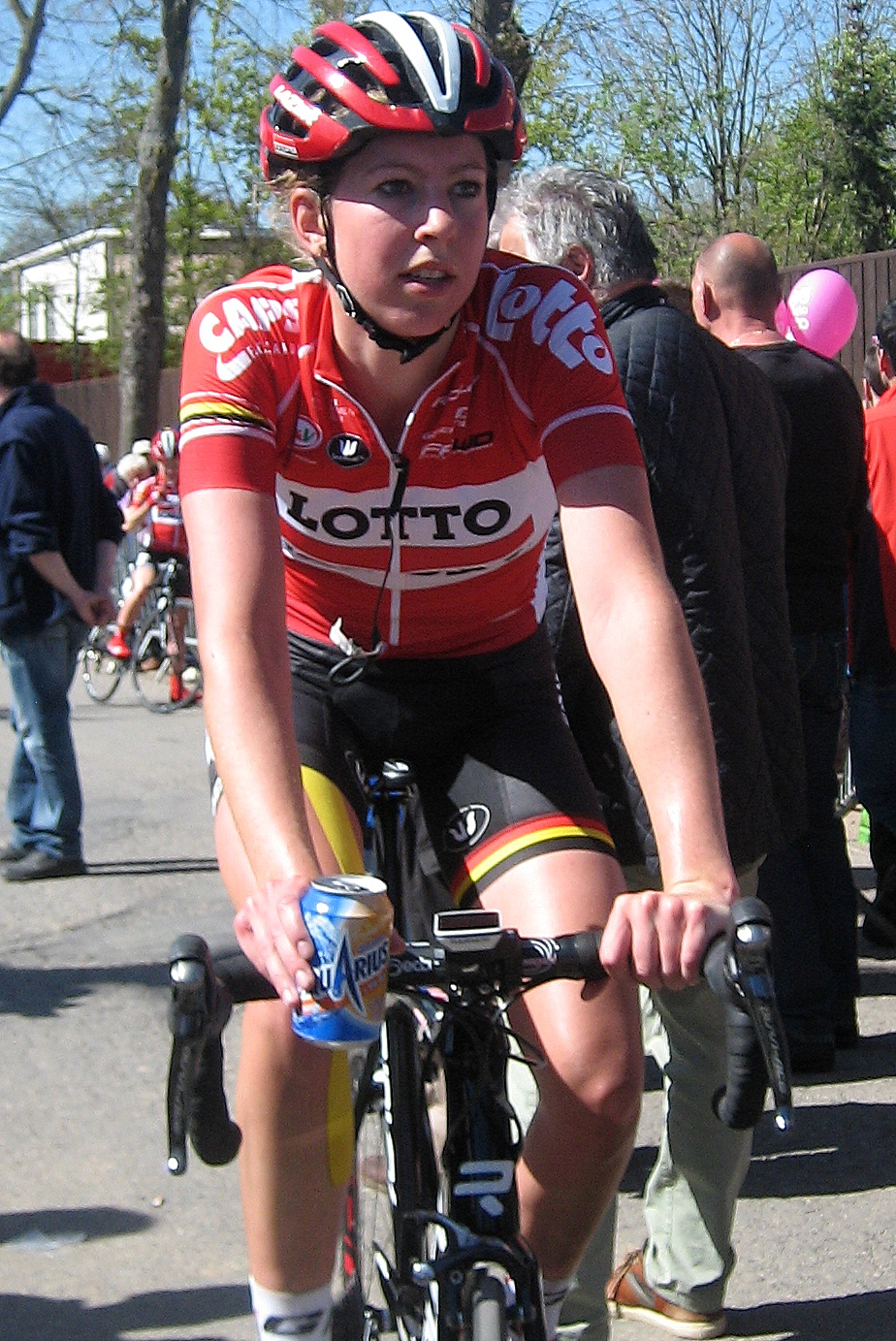
Willeke Knol
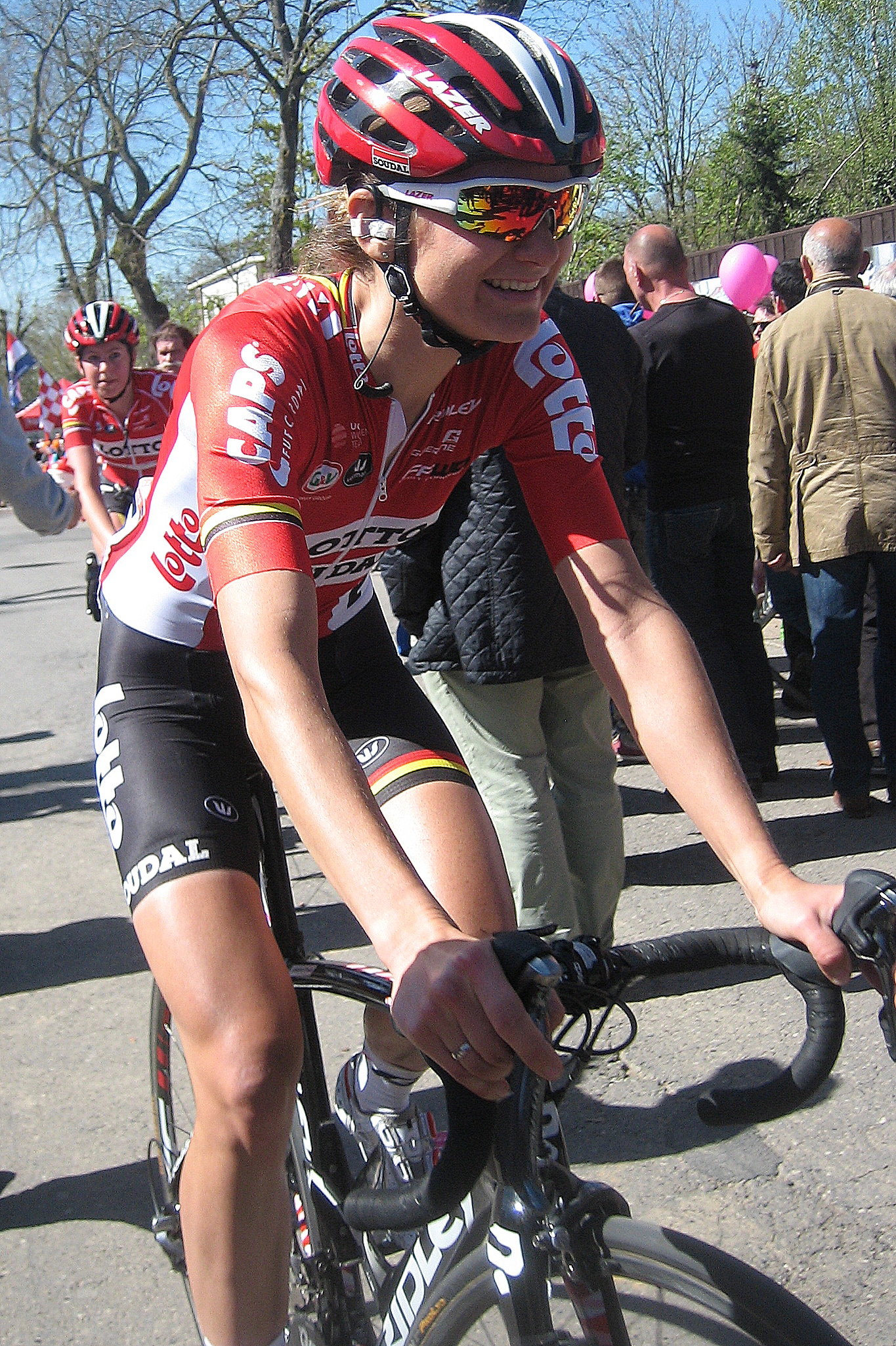
Claudia Lichtenberg
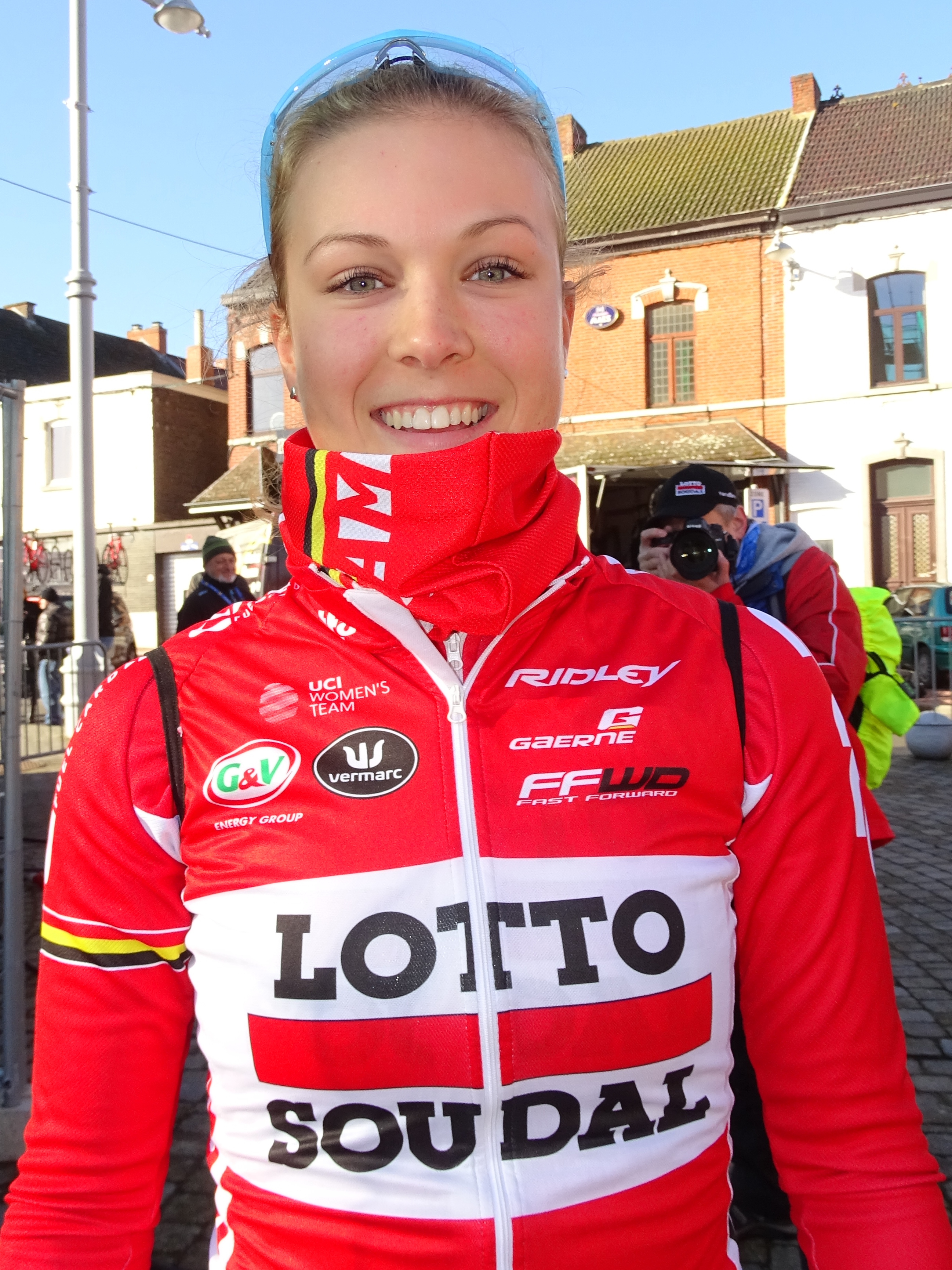
Fenna Vanhoutte
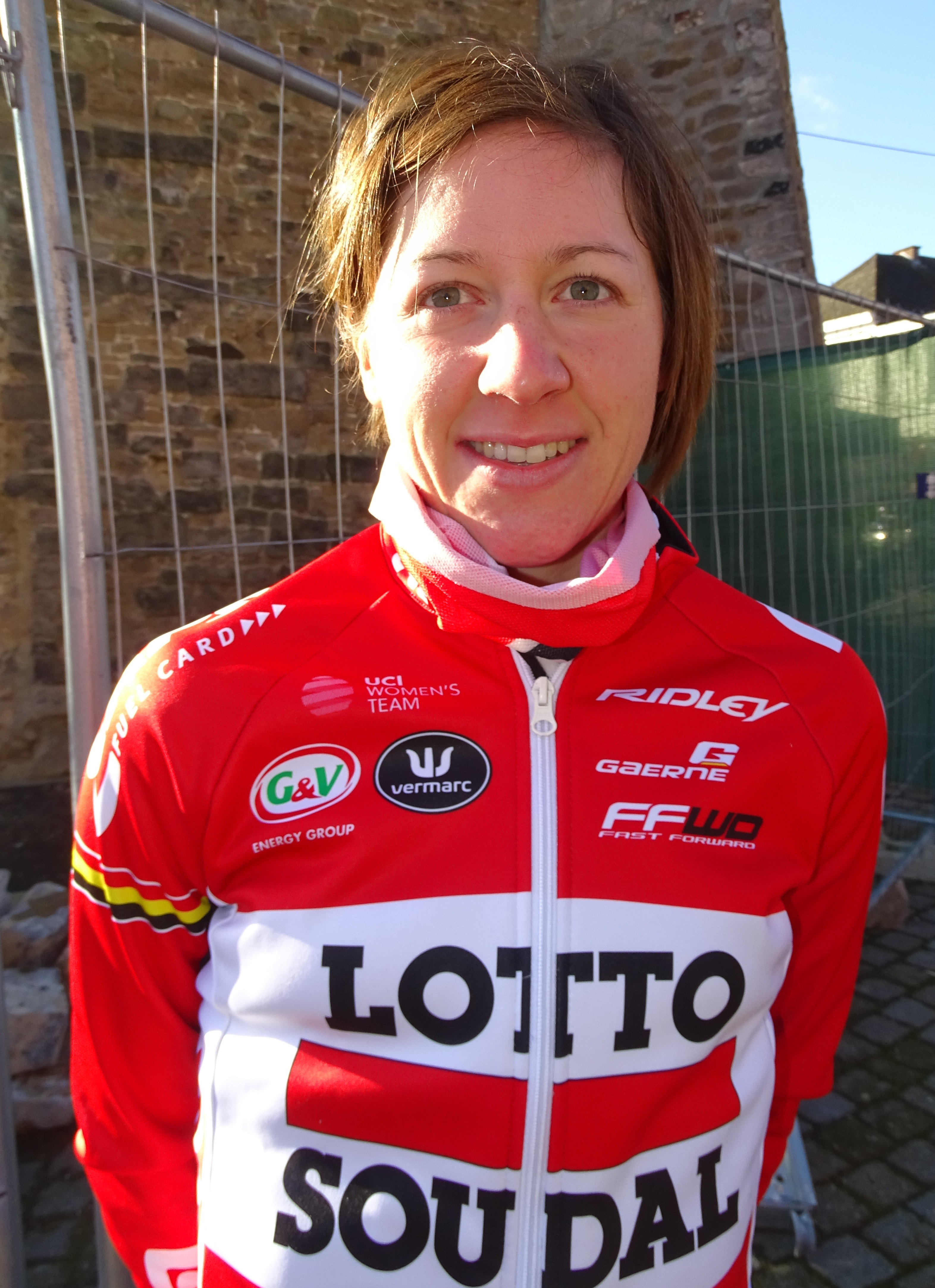
Anisha Vekemans
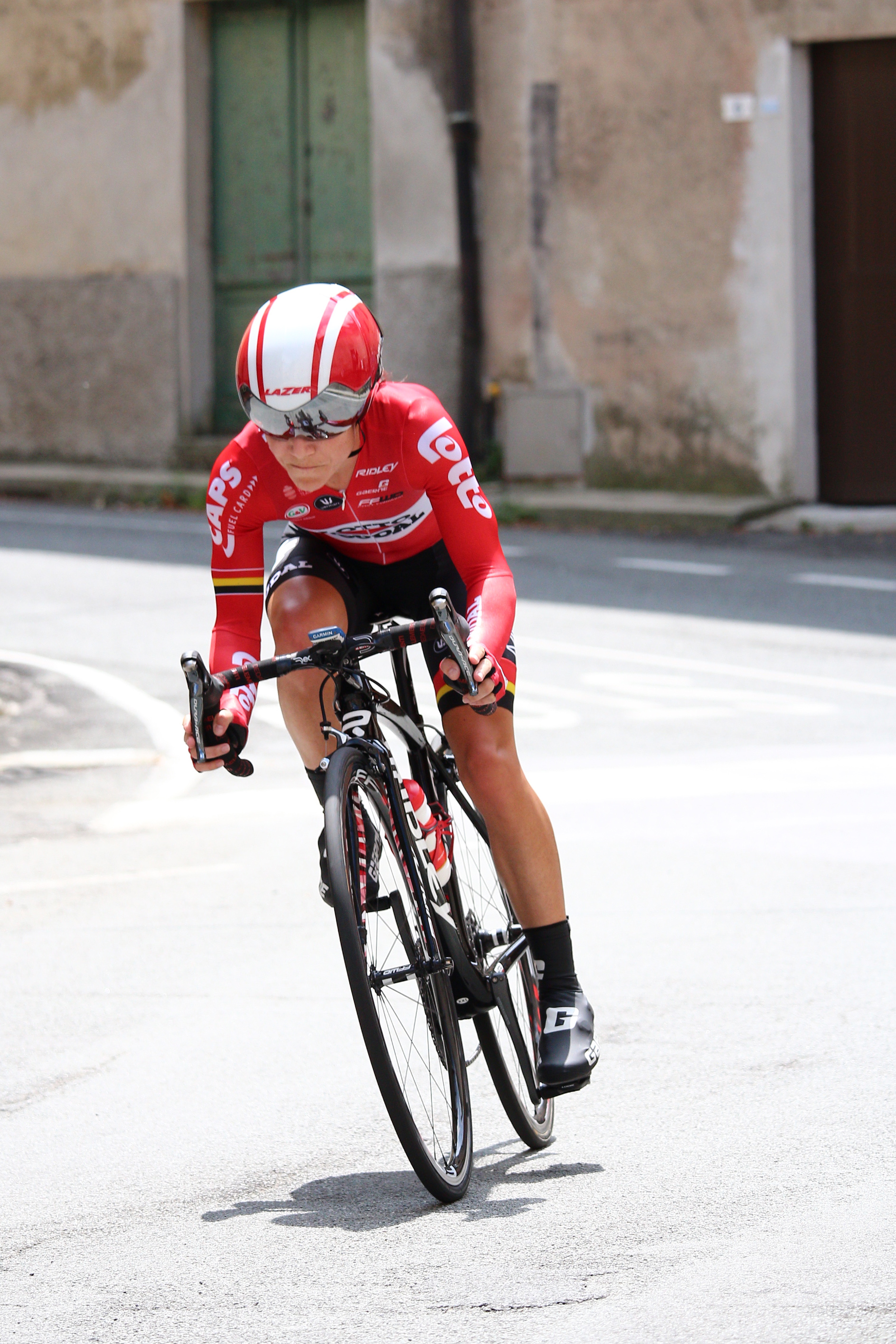
An-Li Kachelhoffer

### Encadrement
Dany Schoonbaert est le directeur sportif de l'équipe. Il est assisté par Ivan Depoorter et Liesbet de Vocht.

## Déroulement de la saison

### Février-Mars

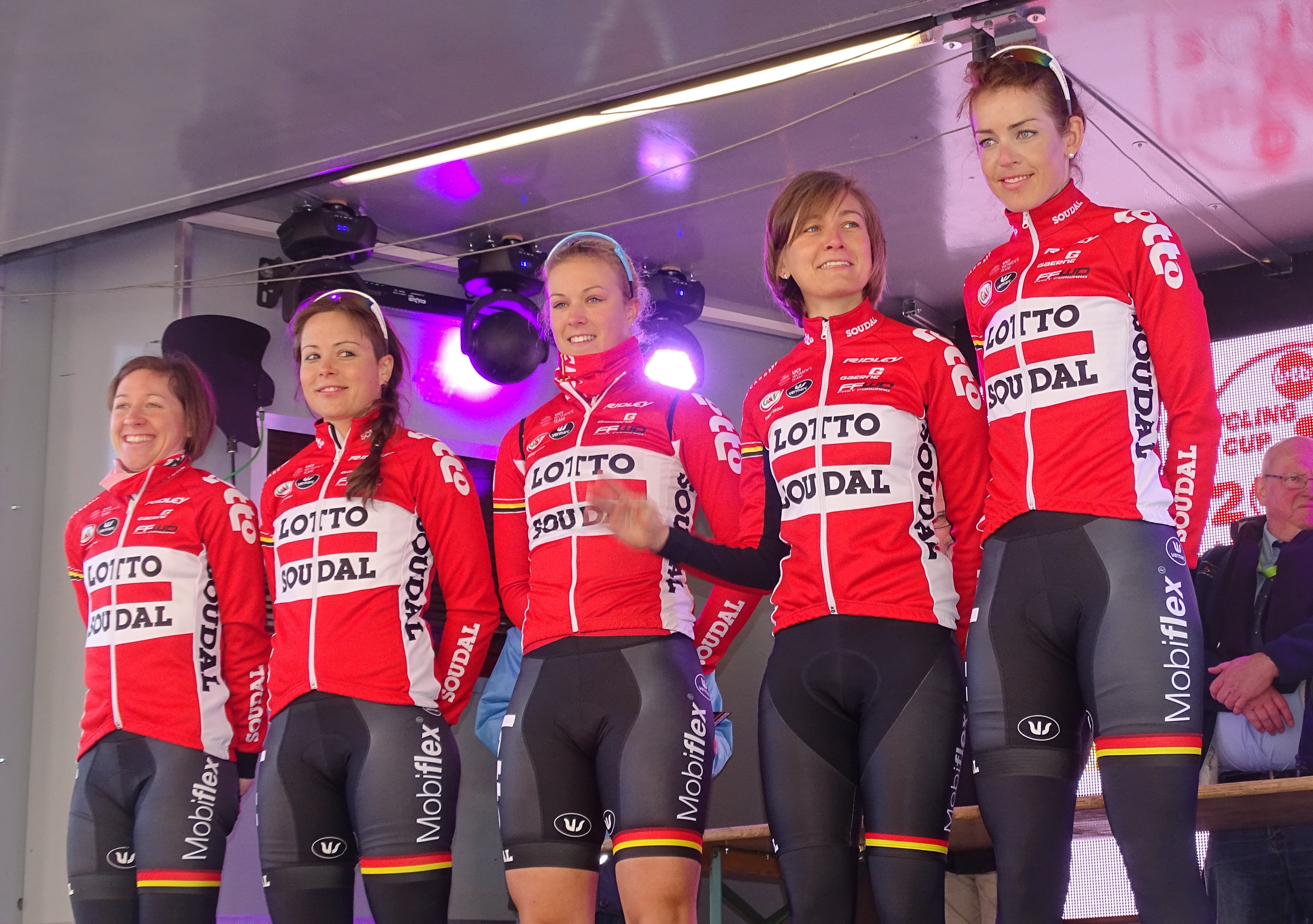
Équipe au Samyn des Dames

Au circuit Het Nieuwsblad, Jessie Daams réalise une échappée solitaire en milieu de parcours, mais se fait reprendre.
Aux Strade Bianche, Claudia Lichtenberg parvient à suivre les meilleures dans les secteurs gravillons, mais ne suit pas l'attaque décisive. Elle se classe huitième.

### Avril
Au Tour des Flandres, Claudia Lichtenberg suit les meilleures jusqu'à la fin et se classe neuvième. Jessie Daams réalise également une belle course en terminant douzième.
L'équipe participe à l'Emakumeen Saria et à l'Emakumeen Euskal Bira dans le Pays basque. Sur la première épreuve, Jessie Daams se classe cinquième dans le peloton. Sur la deuxième, Claudia Lichtenberg finit huitième de la difficile deuxième étape. Elle remonte à la neuvième place du classement général. Elle est septième de la dernière étape et conclut l'épreuve à la même place au classement général. Anisha Vekemans remporte elle le classement des sprints.
Au Ronde van Gelderland, Katarzyna Niewiadoma, Natalie van Gogh et Lieselot Decroix s'échappent dans le final. Au sprint, Lieselot Decroix se classe troisième.
À la Flèche wallonne, Claudia Lichtenberg ne suit pas le groupe de sept coureuses qui se détachent dans la côte de Cherave. Elle se classe finalement onzième,.

### Mai
Début mai, Lotte Kopecky remporte le Trofee Maarten Wynants au sprint. Fin mai, Élise Delzenne réalise un très bon week-end. Le vendredi, elle se classe deuxième au sprint de la Classique Morbihan derrière Christine Majerus. Le samedi, elle est troisième du Grand Prix de Plumelec-Morbihan devancée par Rachel Neylan et la même Luxembourgeoise. Enfin le dimanche, elle finit troisième au sprint de Gooik-Geraardsbergen-Gooik. Gracie Elvin et sa coéquipière Lotte Kopecky sont devant au classement. 

### Juin
Élise Delzenne est ensuite sixième des Auensteiner-Radsporttage, Claudia Lichtenberg est dixième. La semaine suivante, au Tour du Trentin international féminin, sur la première étape Claudia Lichtenberg est dans le groupe de poursuite derrière Katarzyna Niewiadoma et termine sixième de l'étape. Le lendemain matin, la formation Lotto Soudal n'est devancée que par celle Rabo Liv Women de quatre secondes dans le contre-la-montre par équipes. L'après-midi, Sofie de Vuyst, Susanna Zorzi et Claudia Lichtenberg fond partie du groupe de tête. Au sprint, la première est quatrième. Au classement général, l'Allemande est deuxième derrière Katarzyna Niewiadoma, Susanna Zorzi est septième. 
Fin juin, il est annoncé qu'Emma Pooley disputera le Tour d'Italie avec l'équipe. Sur les championnats nationaux, en France, Élise Delzenne obtient la médaille de bronze sur le contre-la-montre devancée par Audrey Cordon et Edwige Pitel. Sur la course en ligne, elle fait preuve de panache en attaquant à environ soixante kilomètres de la ligne. Une fois revenue sur le groupe d'échappées, elle décide de poursuivre son effort en solitaire et compte une minute cinquante d'avance sur les autres favorites à environ vingt-cinq kilomètres de la ligne. C'est alors qu'elle est victime d'une crevaison. La réparation durant plus longtemps que prévu, elle se fait rejoindre par les favorites. Elle se classe finalement cinquième,. En Belgique, Lotto Kopecky et Isabelle Beckers prennent respectivement les médailles d'argent et de bronze sur le contre-la-montre, la première place revenant à Ann-Sophie Duyck. Sur la course en ligne, Lotto Kopecky finit pour la troisième fois consécutive deuxième.

### Juillet
Au Tour d'Italie, Claudia Lichtenberg se montre très régulière : elle fait partie de l'échappée décisive lors de la première étape et se classe cinquième. Le lendemain, elle est sixième de l'arrivée en côte,. Elle est cinquième dans le temps de Megan Guarnier de l'étape passant par le col du Mortirolo,.  Elle finit ensuite quatrième de la sixième étape qui se conclut en montée,,. Alors quatrième du classement général, elle perd une place lors du contre-la-montre individuel,,,. Elle profite cependant de la dernière étape pour passer Mara Abbott et termine donc l'épreuve à la quatrième place. 
Aux championnats d'Europe espoirs sur piste, Lotte Kopecky remporte les titres en course aux points et l'omnium. 

### Août
Aux Jeux olympiques de Rio , six coureuses de l'équipe participent à la course en ligne : Claudia Lichtenberg (Allemagne), Lotte Kopecky (Belgique), Anisha Vekemans (Belgique), An-Li Kachelhoffer (Afrique du Sud), Chantal Hoffmann (Luxembourg) et Emma Pooley (Grande-Bretagne). Durant la course en ligne des Jeux olympiques de Rio, Lotte Kopecky est la première à attaquer et creuse une écart de plus de deux minutes sur le peloton. L'Allemande Romy Kasper est un temps en poursuite, mais elle ne parvient pas à boucher l'écart. Elle est finalement reprise par un groupe de poursuivantes peu avant l'ascension du Grumari où un regroupement général s'opère sous l'impulsion d'Emma Pooley. Anisha Vekemans part dans un groupe d'échappée peu avant la montée de la Vista Chinesa, mais il se fait reprendre,. Sur le contre-la-montre des Jeux olympiques de Rio, Emma Pooley, surement désavantagée par la météo, ne parvient pas à courir dans le temps des meilleures. Elle se classe quatorzième. Lotte Kopecky est vingt-quatrième.

### Septembre

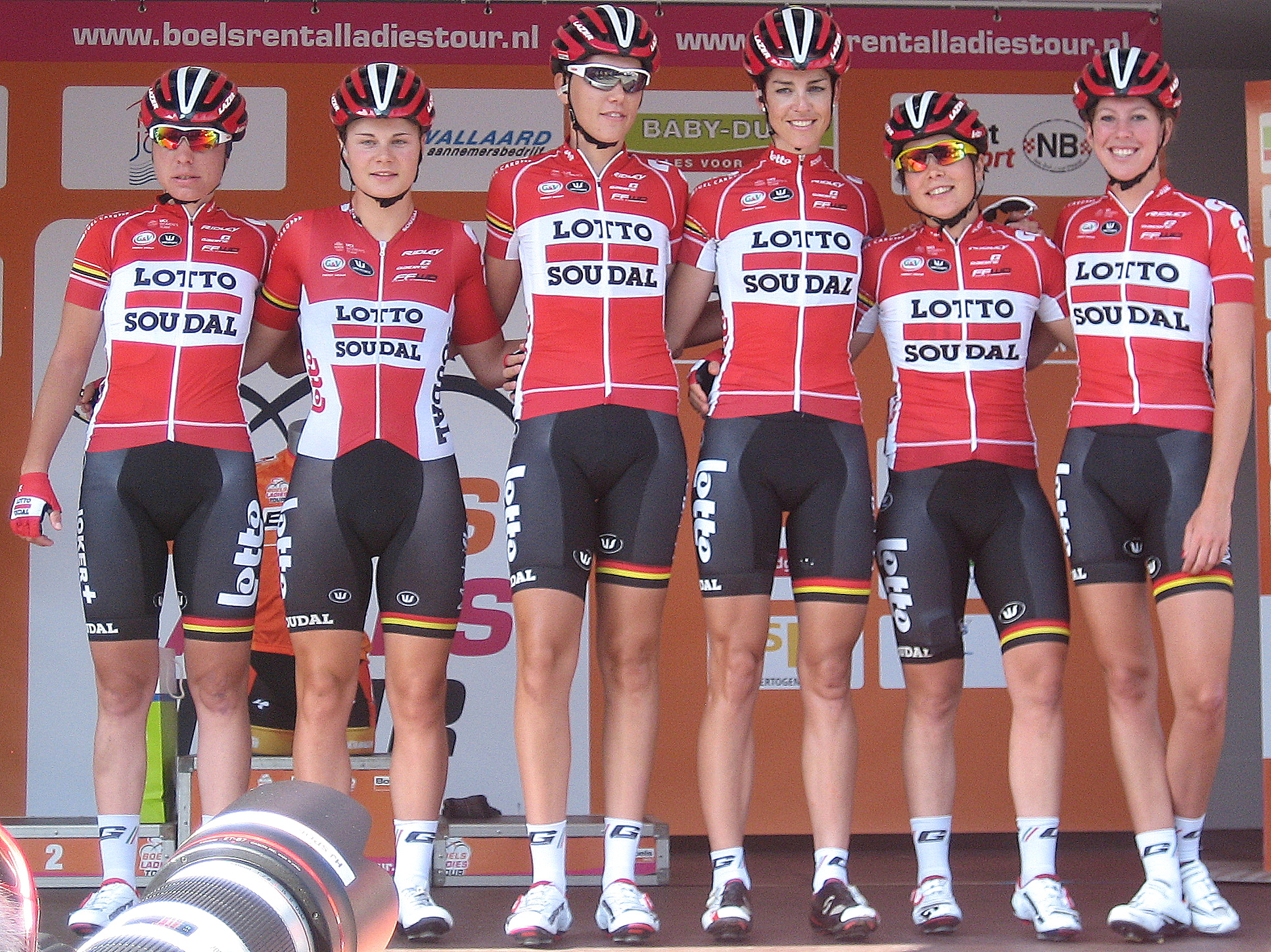
Équipe au Boels Ladies Tour

Au Tour de Belgique, lors du prologue, Lotte Kopecky détient un moment le meilleur temps. Elle se classe finalement sixième,. Le lendemain, elle est septième et remonte à la quatrième place du classement général. Elle troisième de la deuxième étape. Sur la dernière étape, Élise Delzenne prend la cinquième place et Lotte Kopecky la huitième. Au classement général, la Française est sixième, Lotte Kopecky quatrième. Elle remporte également les classements de la meilleure jeune et de la meilleure Belge,.
Aux championnats de France sur piste, Élise Delzenne défend avec succès son titre en poursuite individuelle. Malade, elle doit renoncer à prendre le départ du scratch. Le lendemain, présentant toujours de nombreux symptômes, elle décide de prendre le départ de la course aux points. Elle remporte le titre malgré tout.

### Octobre
Sur l'épreuve en ligne des championnats du monde du monde, Lotte Kopecky, Sofie de Vuyst et Anisha Vekemans prennent le départ.
Élise Delzenne et Lotte Kopecky participent aux championnats d'Europe. La première fait partie de l'équipe de France de poursuite par équipes. Elles se qualifient pour la petite finale en battant le record de France de la discipline. Elles doivent cependant s'incliner face à la Grande-Bretagne pour la médaille de bronze. Le lendemain, sur la poursuite individuelle, elle manque un peu de fraîcheur et termine cinquième. En course aux points, elle ne trouve pas la brèche et doit se contenter de la huitième place. De son côté Lotte Kopecky, se classe troisième de l'omnium et surtout remporte le tout premier titre de la course à l'américaine avec Jolien D'Hoore. Deux semaines plus tard, Élise Delzenne participe à la manche de Coupe du monde à Glasgow. Elle y gagne le scratch et termine deuxième de la poursuite individuelle. Surtout, l'équipe de France de poursuite par équipes améliore le record de France et se classe troisième,.

## Victoires

### Sur route
| Date       | Course                                  | Pays           | Classe | Vainqueur           |
| ---------- | --------------------------------------- | -------------- | ------ | ------------------- |
| 13 février | Championnats d'Afrique du Sud sur route | Afrique du Sud | CN     | An-Li Kachelhoffer  |
| 8 mai      | Trofee Maarten Wynants                  | Belgique       | 1.2    | Lotte Kopecky       |
| 21 août    | 1re étape du Trophée d'Or               | France         | 2.2    | Élise Delzenne      |
| 24 août    | 5e étape du Trophée d'Or                | France         | 2.2    | Claudia Lichtenberg |
| 24 août    | Trophée d'Or                            | France         | 2.2    | Élise Delzenne      |

### Sur piste
| Date         | Course                                               | Pays     | Classe | Vainqueur      |
| ------------ | ---------------------------------------------------- | -------- | ------ | -------------- |
| 3 janvier    | Championnat de Belgique d'omnium                     | Belgique | CN     | Lotte Kopecky  |
| 9 juillet    | Poursuite du Trophée Fenioux                         | France   | 2      | Élise Delzenne |
| 14 juillet   | Championnat d'Europe de la course aux points espoirs | Italie   | 0      | Lotte Kopecky  |
| 17 juillet   | Championnat d'Europe de l'omnium espoirs             | Italie   | 0      | Lotte Kopecky  |
| 30 septembre | Championnat de France de poursuite                   | France   | CN     | Élise Delzenne |
| 1re octobre  | Championnat de France de la course aux points        | France   | CN     | Élise Delzenne |
| 23 octobre   | Championnat d'Europe de l'américaine                 | France   | 0      | Lotte Kopecky  |

### Résultats sur les courses majeures

#### World Tour
| Date         | #  | Course                                   | Pays            | Meilleure classée   | Classement |
| ------------ | -- | ---------------------------------------- | --------------- | ------------------- | ---------- |
| 5 mars       | 1  | Strade Bianche                           | Italie          | Claudia Lichtenberg | 8e         |
| 12 mars      | 2  | Tour de Drenthe                          | Pays-Bas        | Lotte Kopecky       | 23e        |
| 20 mars      | 3  | Trofeo Alfredo Binda-Comune di Cittiglio | Italie          | Sofie De Vuyst      | 18e        |
| 27 mars      | 4  | Gand-Wevelgem                            | Belgique        | Lotte Kopecky       | 35e        |
| 3 avril      | 5  | Tour des Flandres                        | Belgique        | Claudia Lichtenberg | 9e         |
| 20 avril     | 6  | Flèche wallonne                          | Belgique        | Claudia Lichtenberg | 11e        |
| 6-8 mai      | 7  | Tour de l'île de Chongming               | Chine           | -                   | -          |
| 19-22 mai    | 8  | Tour de Californie                       | États-Unis      | -                   | -          |
| 5 juin       | 9  | Philadelphia Cycling Classic             | États-Unis      | -                   | -          |
| 15-19 juin   | 10 | The Women's Tour                         | Grande-Bretagne | -                   | -          |
| 1-10 juillet | 11 | Tour d'Italie                            | Italie          | Claudia Lichtenberg | 4e         |
| 24 juillet   | 12 | La course by Le Tour de France           | France          | Lotte Kopecky       | 9e         |
| 6-8 mai      | 13 | RideLondon-Classique                     | Grande-Bretagne | -                   | -          |
| 19 août      | 14 | Open de Suède Vårgårda TTT               | Suède           | -                   | -          |
| 21 août      | 15 | Open de Suède Vårgårda                   | Suède           | -                   | -          |
| 27 août      | 16 | Grand Prix de Plouay                     | France          | Anisha Vekemans     | 19e        |
| 11 septembre | 17 | La Madrid Challenge by La Vuelta         | Espagne         | Claudia Lichtenberg | 49e        |

La formation est quatorzième du classement par équipes. Claudia Lichtenberg est vingt-deuxième du classement individuel.

#### Grand tour
| Grand tour            | Tour d'Italie           |
| --------------------- | ----------------------- |
| Coureuse (classement) | Claudia Lichtenberg(4e) |
| Accessits             | Pas de victoire d'étape |

## Classement mondial
| Rang | Coureuse            | Points |
| ---- | ------------------- | ------ |
| 32   | Claudia Lichtenberg | 377    |
| 41   | Élise Delzenne      | 302    |
| 54   | Lotte Kopecky       | 249    |
| 139  | An-Li Kachelhoffer  | 58     |
| 150  | Susanna Zorzi       | 52     |
| 162  | Sofie de Vuyst      | 47     |
| 166  | Anouk Rijff         | 45     |
| 209  | Jessie Daams        | 29     |
| 231  | Anisha Vekemans     | 22     |
| 257  | Lieselot Decroix    | 16     |
| 397  | Chantal Hoffmann    | 7      |
| 416  | Emma Pooley         | 7      |
| 446  | Isabelle Beckers    | 5      |

La formation est onzième au classement par équipes.